# Ptychadena nana
Ptychadena nana là một loài ếch trong họ Ptychadenidae. Chúng là loài đặc hữu của Ethiopia.
Các môi trường sống tự nhiên của chúng là đầm nước ngọt có nước theo mùa.